# Höckernase

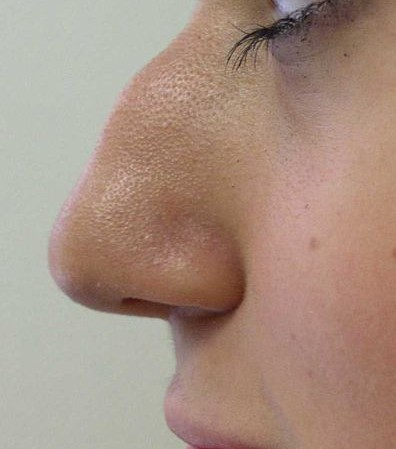
Höckernase

Als Höckernase wird eine menschliche Nase mit konvex geformtem Nasenrücken bezeichnet. Einige Höckernasen haben eine leicht nach unten gebogenen Nasenspitze, was in Deutschland umgangssprachlich als Hakennase bezeichnet wird.
Eine Adlernase kann bei negativen psychischen oder funktionellen Auswirkungen, aber auch aus ästhetischen Gründen durch eine Rhinoplastik operativ begradigt werden.

## Verwendung im Rassismus und Antisemitismus
Von Vertretern rassistischer Theorien werden Nasenformen, wie andere äußerliche Eigenschaften, häufig als Merkmale verschiedener "Menschenrassen" beschrieben, obwohl eine derartige Klassifikation heute nicht mehr wissenschaftlich haltbar ist. So behauptete etwa Jan Czekanowski 1934, dass eine Adlernase für "Arabide, Armenoide, Mediterraner und Dinariden" charakteristisch sei.
Von William Z. Ripley wurde eine Adlernase hingegen als Anzeichen für eine "teutonische" Abstammung gesehen. Für die Physiognomik, eine Pseudowissenschaft, bedeutete eine prominente Nase die Zugehörigkeit zur "arischen Rasse" sowie ein Anzeichen von "Festigkeit" und Macht.
Von antisemitischer Seite werden Juden häufig stereotypisiert mit einer Hakennase dargestellt. Eine übergroße, fleischige und gebogene Nase soll dabei allegorisch Instinkt, Listigkeit und Strippenzieherei symbolisieren. Das Klischee der "Judennase" geht bis auf mittelalterliche Tafelbilder und Illustrationen zurück. Johann Friedrich Blumenbach (1752–1840) nahm die Idee, dass Juden eine besondere Ausprägung des Nasenknochens besäßen, in seine Rassentheorie auf. 1913 wurde diese Vorstellung allerdings durch statistische Erhebungen des Ethnologen Maurice Fishberg widerlegt.
In modernen antisemitischen Karikaturen wird eine Hakennase, ähnlich wie versteckte Davidsterne oder Schläfenlocken, als ein Code für eine Verbindung von dargestellten Personen zum Judentum verwendet.